# Nudo Tarbuck

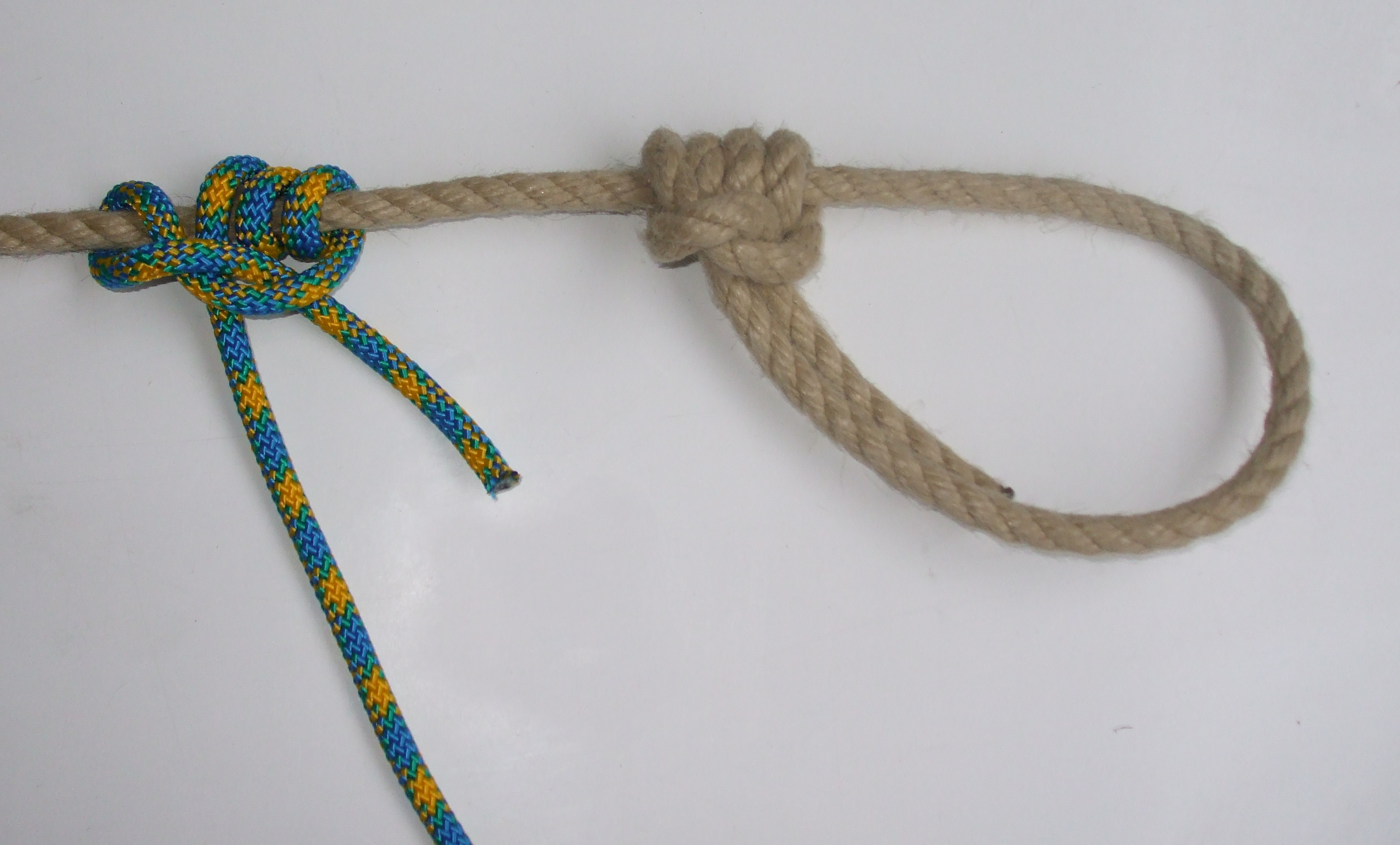
Nudo Tarbuck. El nudo se agarra adecuadamente, pero bajo una tensión repentina se deslizará hasta cierto punto, reduciendo así la carga de impacto.

El nudo Tarbuck se hizo popular alrededor de 1952 por Kenneth Tarbuck, un escalador y esquiador, para uso de escaladores, y se usaba principalmente con cuerdas de nailon trenzadas, antes de que la llegada de las cuerdas kernmantle hiciera que este uso fuera innecesario e inseguro. Se empleaba en situaciones donde la cuerda estaba sometida a cargas pesadas o repentinas, dado que su deslizamiento era limitado, lo que contribuía a disminuir el impacto (aunque con cuerdas kernmantle podría dañar la funda exterior). El nudo ya era utilizado en 1946 como "el nudo" por los podadores de árboles estadounidenses.